# Évette-Salbert
Évette-Salbert ist eine französische Gemeinde mit 2022 Einwohnern (Stand: 1. Januar 2022) im Territoire de Belfort in der Region Bourgogne-Franche-Comté. Die Bewohner werden Evalbertois und Evalbertoises genannt.

## Geographie
Évette-Salbert liegt auf 397 m Höhe, etwa sechs Kilometer nordnordwestlich der Stadt Belfort (Luftlinie). Das Dorf erstreckt sich im Vorland der Vogesen, am südwestlichen Rand des Beckens von Giromagny, das sich zwischen den Vogesen, den Hügeln der Forêt de Roppe und der Montagne de Salbert ausdehnt, südlich des Étang de Malsaucy. Es liegt im Regionalen Naturpark Ballons des Vosges.

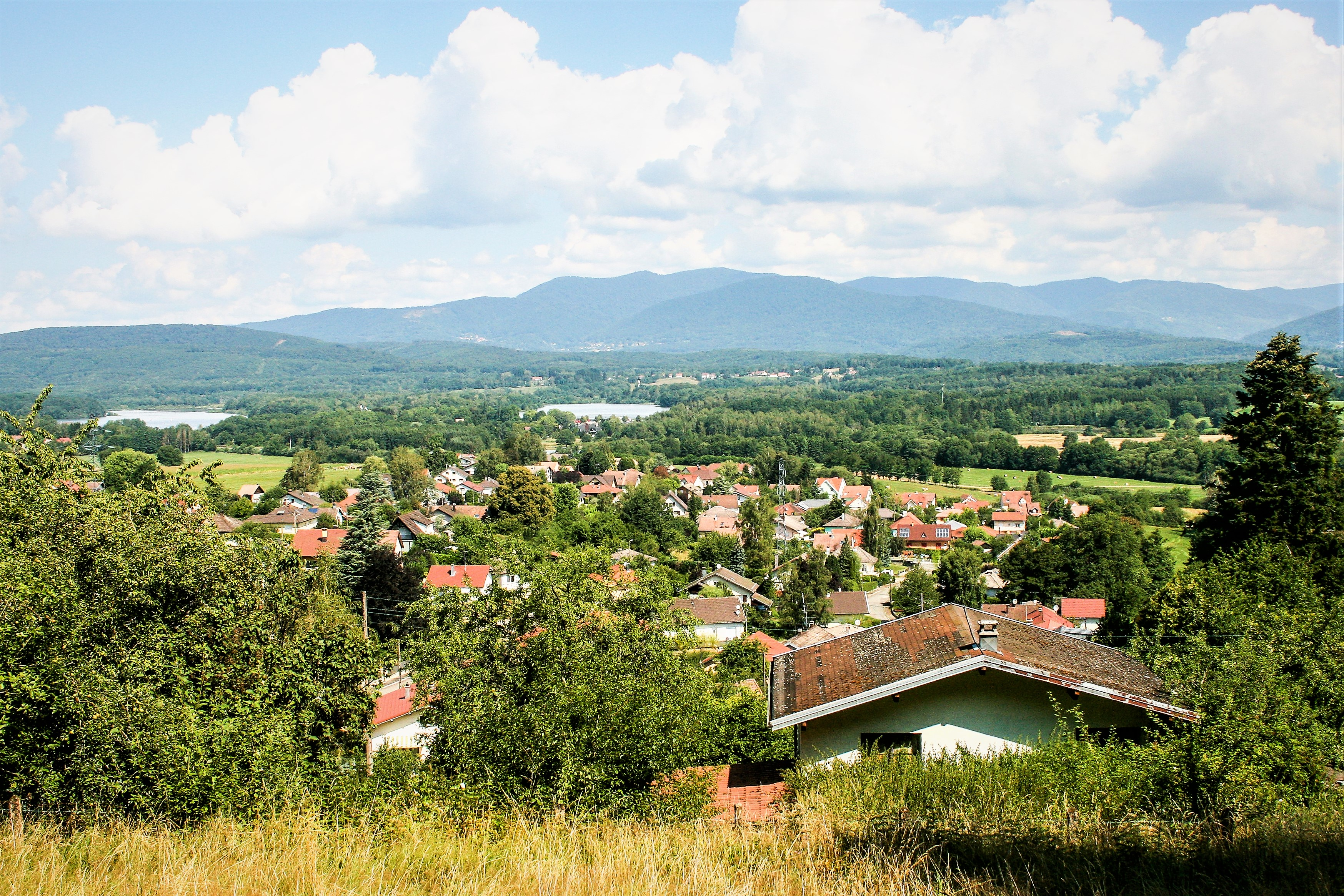
Blick von Evette-Salbert auf die Vogesen

Die Fläche des 9,16 km² großen Gemeindegebiets umfasst einen Abschnitt im Bereich des Vogesenvorlandes. Der Hauptteil des Gebietes wird von der Ebene des Beckens von Giromagny eingenommen, die auf durchschnittlich 400 m liegt. Sie ist überwiegend mit Acker- und Wiesland bestanden, zeigt aber auch einige Waldflächen. Entwässert wird das Gebiet durch den Verboté nach Osten zur Savoureuse. Entlang der Fließgewässer und in Muldenlagen befinden sich zahlreiche Weiher, die einst für die Fischzucht angelegt wurden. Der bedeutendste davon ist der Lac du Malsaucy mit seiner Fläche von ungefähr 66 Hektar. Nach Süden steigt das Gelände allmählich zur Montagne de Salbert an, doch reicht der Gemeindeboden nur bis an den Waldrand. Hier wird mit 474 m die höchste Erhebung von Évette-Salbert erreicht.
Die Gemeinde Évette-Salbert besteht aus verschiedenen Ortsteilen:
- Bas-Évette (395 m) südlich des Étang de Malsaucy
- Le Haut-d'Évette (397 m) in der Niederung des Verboté
- Salbert (420 m) am Nordfuß der Montagne de Salbert
- Thiamont (410 m) auf dem Plateau am Nordwestrand der Montagne de Salbert
- La Forêt (398 m) am Westfuß der Montagne de Salbert

Nachbargemeinden von Évette-Salbert sind Lachapelle-sous-Chaux und Sermamagny im Norden, Valdoie im Osten, Belfort, Essert und Châlonvillars im Süden sowie Frahier-et-Chatebier und Errevet im Westen.

## Geschichte
Auf dem Gemeindegebiet wurden Spuren einer neolithischen Siedlung gefunden. Erstmals urkundlich erwähnt wird Évette, das früher auf Deutsch Weide hieß, im Jahr 1304. Salbert wurde 1347 als Saleberg erstmals genannt. Zunächst im Einflussbereich der Grafen von Montbéliard stehend, gehörten beide Dörfer zur Herrschaft Rosemont. Diese gelangte Mitte des 14. Jahrhunderts unter die Oberhoheit der Habsburger. Zusammen mit dem Sundgau kamen Évette und Salbert mit dem Westfälischen Frieden 1648 an die französische Krone. Seit 1793 gehörten die Dörfer zum Département Haut-Rhin, verblieben jedoch nach dem Deutsch-Französischen Krieg 1871 als Teil des arrondissement subsistant du Haut-Rhin im Gegensatz zum restlichen Elsass bei Frankreich.
Im Jahr 1880 wurde Évette an das französische Eisenbahnnetz angebunden, als der Bahnhof an der Linie Belfort-Vesoul erbaut wurde. Die Nebenlinie von Évette nach Giromagny wurde 1883 eröffnet. Seit 1938 dient diese Linie allerdings nur noch dem Warentransport. Mit Wirkung auf den 1. Dezember 1972 fusionierten Évette und Salbert zur Doppelgemeinde Évette-Salbert. Seit 1998 war Évette-Salbert zunächst Mitglied des Gemeindeverbandes Communauté d’Agglomération Belfortaine, der 2017 in der Grand Belfort Communauté d’Agglomération aufging.

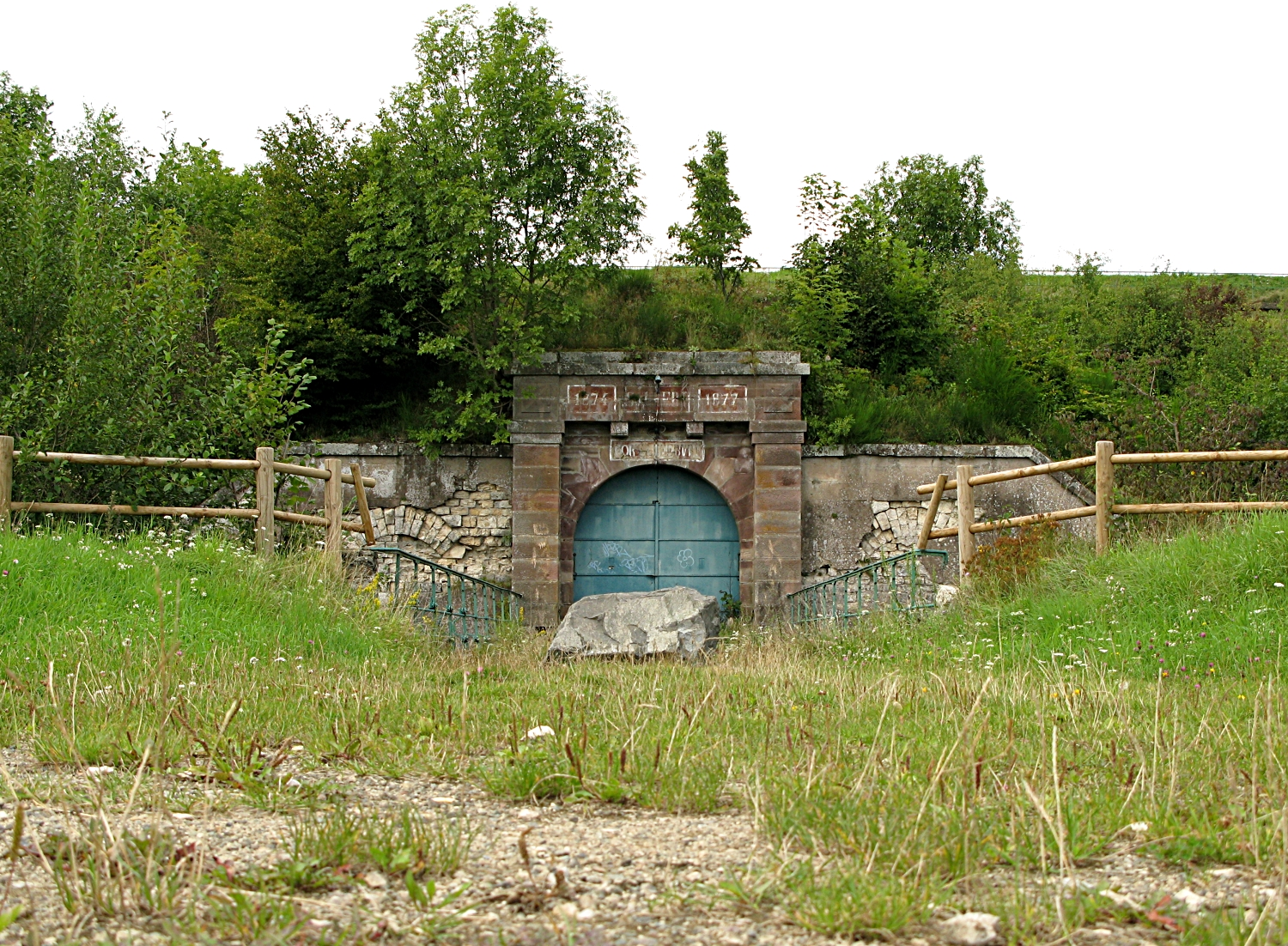
Eingang des Forts

### Fort du Salbert
Das Fort du Salbert, eigentlich Fort Lefebvre, ist eine Festung auf und im Mont de Salbert.
Sie wurde zwischen 1874 und 1877 erbaut und ist nach General Lefevbre benannt. Sie wurde nach der Niederlage im Deutsch-Französischen Krieg 1870/71 als Teil der Verteidigungslinie gegen das Deutsche Reich erbaut. Nach dem Zweiten Weltkrieg wurde sie ab 1953 als NATO Basis ausgebaut, Frankreich gehörte zu dieser Zeit zur NATO. Der NATO Name war Bauwerk „G“ des DAT (Defense of the Territory) oder SMR 60/921. Im Jahr 1959 wurde die militärische Nutzung beendet, 1972 baute das Militär seine Anlagen aus. Seit 2018 kann man Teile, die als Museum hergerichtet wurden, besichtigen.

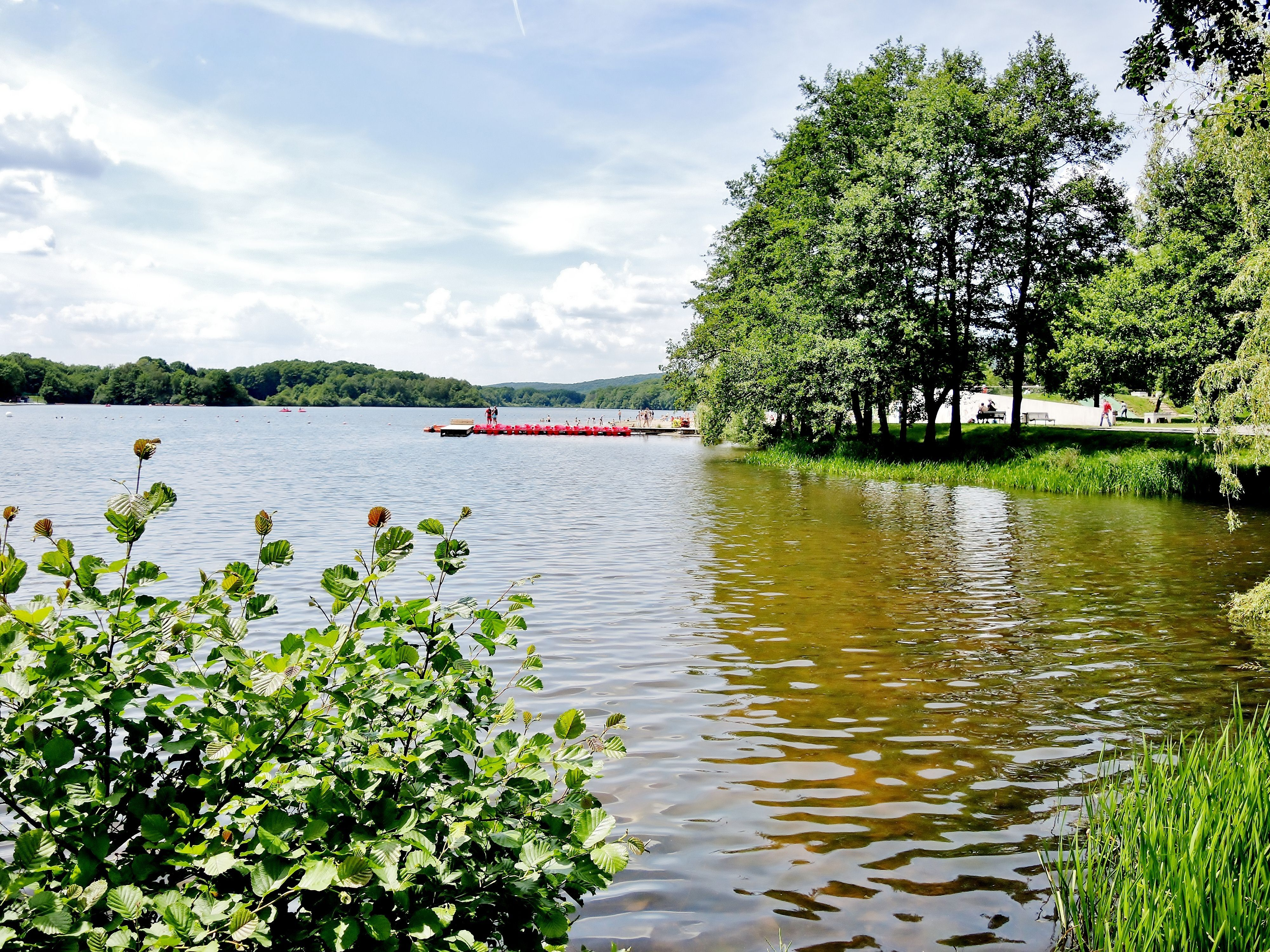
Lac du Malsaucy

## Sehenswürdigkeiten
Die Kirche Saint-Claude wurde von 1779 bis 1781 erbaut. Zur gleichen Zeit entstand auch das daneben stehende Pfarrhaus. Zu den Natursehenswürdigkeiten und Naherholungsgebieten zählt die Region um den Lac du Malsaucy mit verschiedenen Freizeitsportmöglichkeiten.
Siehe auch: Liste der Monuments historiques in Évette-Salbert

Kirche Saint-Claude
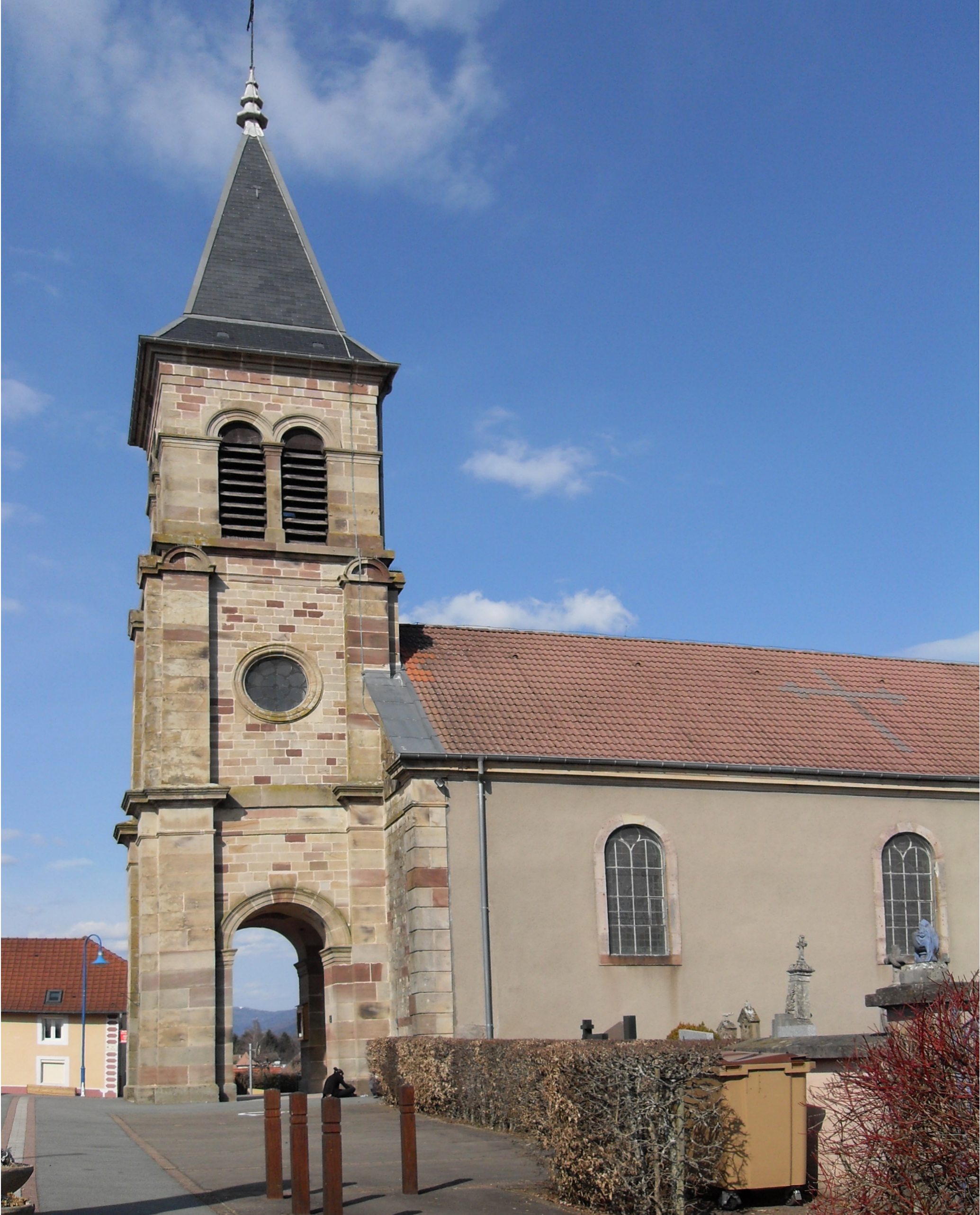
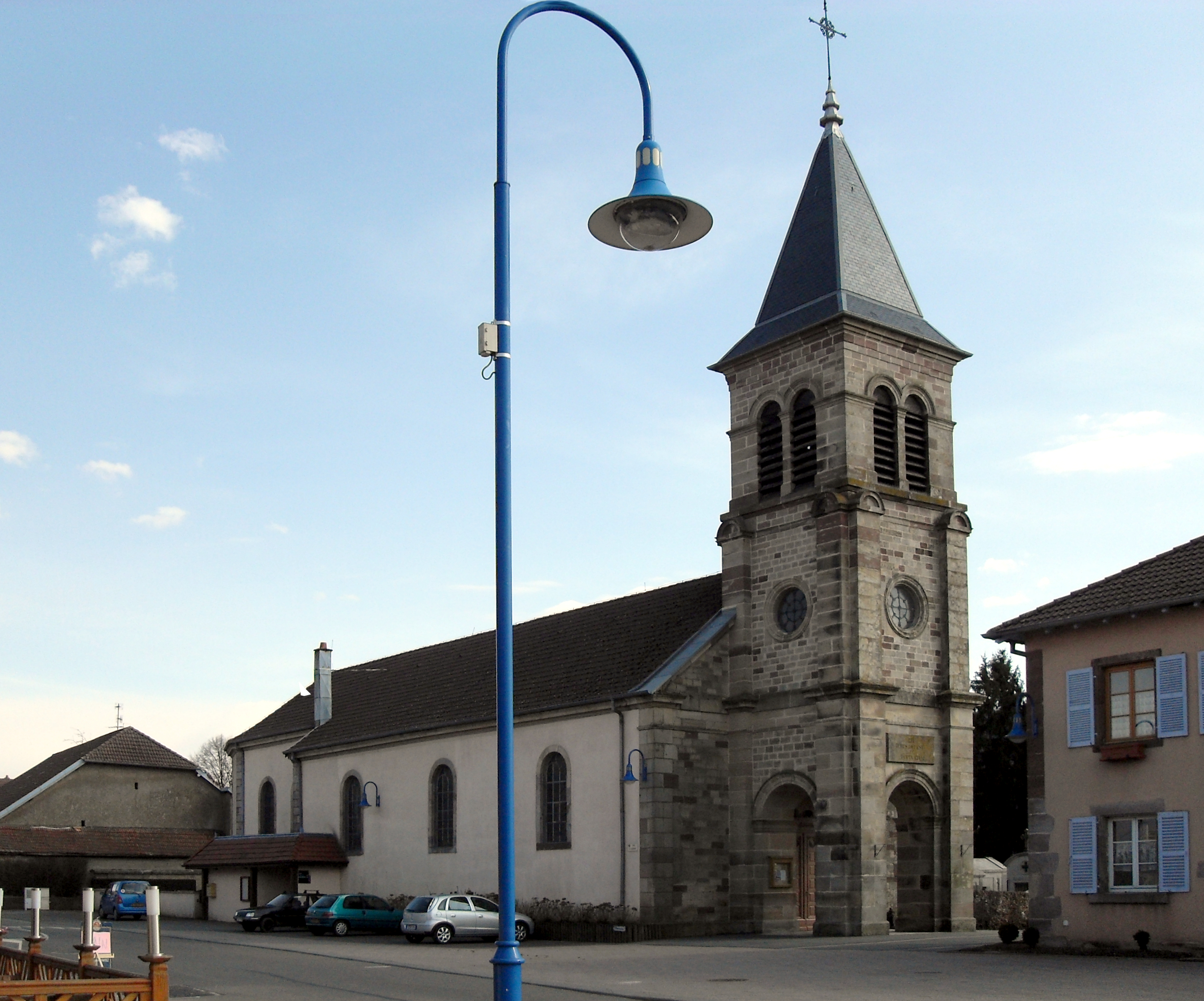

## Bevölkerung
| Bevölkerungsentwicklung | Bevölkerungsentwicklung |
| Jahr                    | Einwohner               |
| ----------------------- | ----------------------- |
| 1962                    | 841                     |
| 1968                    | 883                     |
| 1975                    | 1389                    |
| 1982                    | 1781                    |
| 1990                    | 2093                    |
| 1999                    | 2155                    |

Mit 2022 Einwohnern (1. Januar 2022) gehört Évette-Salbert zu den mittelgroßen Gemeinden des Département Territoire de Belfort. Nachdem die Einwohnerzahl in der ersten Hälfte des 20. Jahrhunderts stets im Bereich zwischen 750 und 850 Personen gelegen hatte, wurde von Beginn der 1970er Jahre bis etwa 1990 ein kräftiges Bevölkerungswachstum verzeichnet. In dieser Zeit hat sich die Einwohnerzahl mehr als verdoppelt. Seit 1990 wurden nur noch relativ geringe Schwankungen beobachtet.

## Wirtschaft und Infrastruktur
Évette-Salbert war bis weit ins 20. Jahrhundert hinein ein vorwiegend durch die Landwirtschaft (Ackerbau, Obstbau und Viehzucht), die Fischzucht und die Forstwirtschaft geprägtes Dorf. Heute gibt es einige Betriebe des Klein- und Mittelgewerbes. Mittlerweile hat sich das Dorf auch zu einer Wohngemeinde gewandelt. Viele Erwerbstätige sind deshalb Wegpendler, die in der Agglomeration Belfort ihrer Arbeit nachgehen.
Die Ortschaft liegt abseits der größeren Durchgangsachsen, ist aber von der Departementsstraße D465 (ehemalige Route nationale 465), die von Belfort nach Giromagny führt, leicht erreichbar. Der nächste Anschluss an die Autobahn A36 befindet sich in einer Entfernung von ungefähr neun Kilometern. Weitere Straßenverbindungen bestehen mit Sermamagny, Valdoie, Frahier-et-Chatebier und Errevet.